# 翻唇苣苔属
翻唇苣苔属（学名：Senyumia）为苦苣苔科的一个属。

## 下属物种
本属包括以下物种：
- Senyumia granitica Kiew[2]
- Senyumia minutiflora (Ridl.) Kiew, A.Weber & B.L.Burtt